# Moldauisch-russische Beziehungen
Die moldauisch-russischen Beziehungen sind bilaterale Beziehungen zwischen der Republik Moldau und der Russischen Föderation. Die russische Unterstützung für Transnistrien und eine erhebliche russische Militärpräsenz in der Region haben die Beziehungen Moldaus zu Russland belastet.

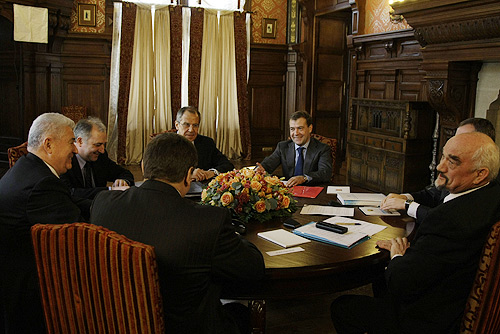
Vladimir Voronin, Dmitri Medwedew und Igor Smirnow bei trilateralen Gesprächen (2009)

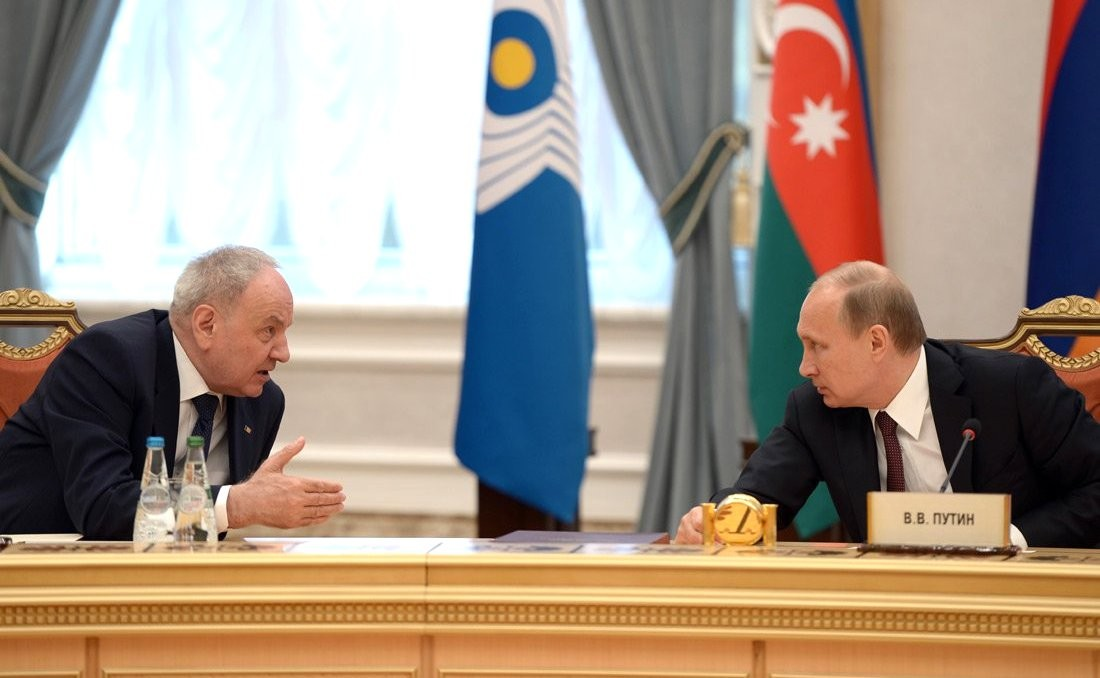
Nicolae Timofti spricht mit Wladimir Putin während eines GUS-Gipfeltreffens in Minsk (2014, Weißrussland)

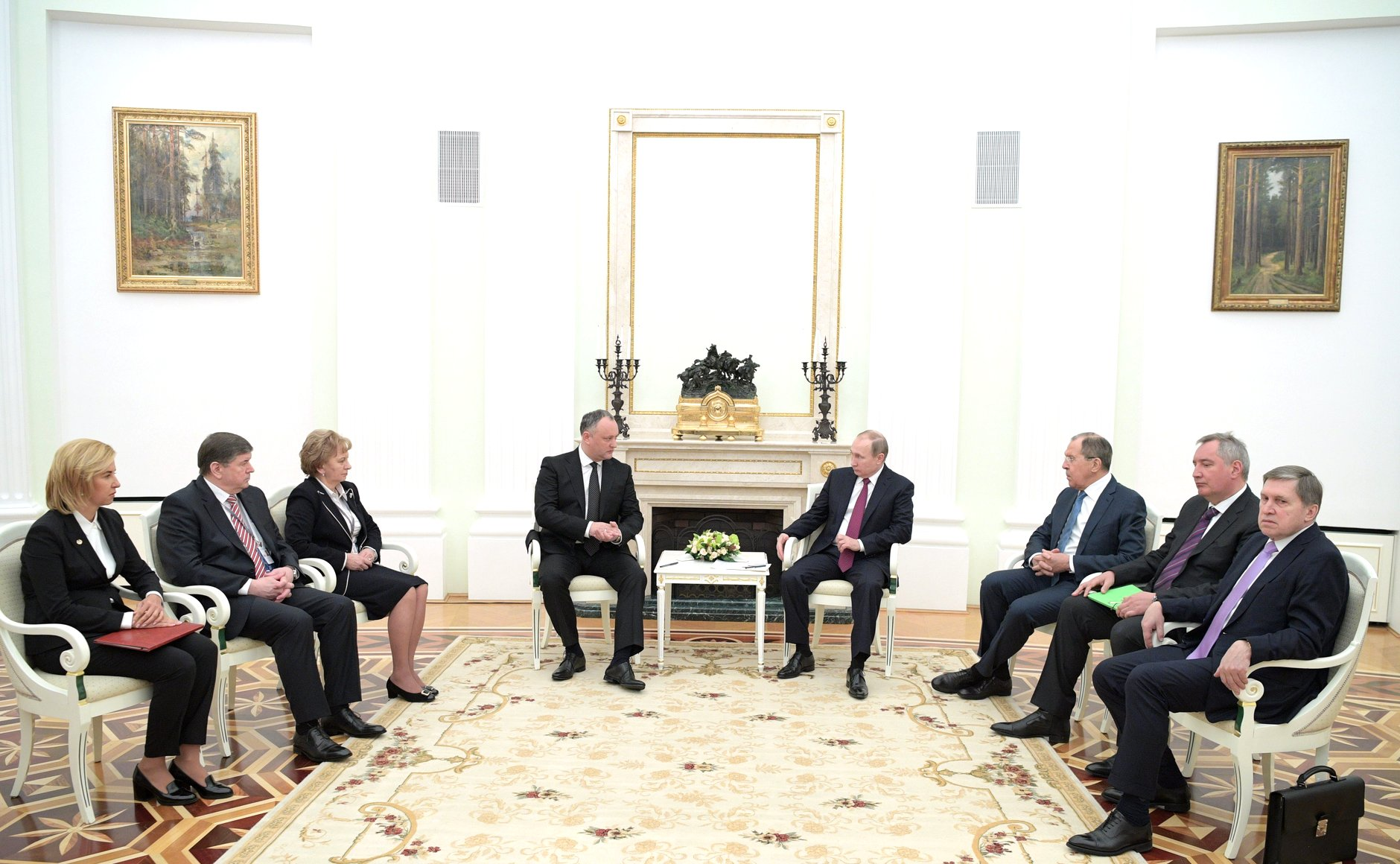
Treffen zwischen dem Präsidenten der Republik Moldau, Igor Dodon, mit dem russischen Präsidenten Wladimir Putin, 17. Januar 2017

## Geschichte
Nach seinem Sieg im Russisch-Türkischen Krieg von 1806–1812 annektierte das Russische Reich Bessarabien vom Osmanischen Reich. Ursprünglich Teil des Fürstentums Moldau, bildet diese historische Region den größten Teil des Territoriums der modernen Republik Moldau.
In der späteren Phase des Ersten Weltkriegs im frühen 20. Jahrhunderts erlangte Bessarabien kurzzeitig die Unabhängigkeit von Russland als Demokratische Republik Moldau. Im Jahr 1918 wurde es mit dem Königreich Rumänien vereinigt, mit dem es überwiegend die gleiche Sprache teilt. Im Jahr 1940 wurde es von Rumänien an die Sowjetunion abgetreten. Dies führte zur Gründung der Moldauischen Sozialistischen Sowjetrepublik.
Nach der Auflösung der Sowjetunion erklärte die Moldauische SSR (von Moldauische SSR umbenannt in Republik Moldau) am 27. August 1991 ihre Unabhängigkeit von der UdSSR. Die Unabhängigkeitserklärung nannte Rumänisch als Amtssprache.